# Fast & Furious - Piloti sotto copertura
Fast & Furious - Piloti sotto copertura (Fast & Furious Spy Racers) è una serie animata CGI statunitense sviluppata in computer grafica basata sull'omonima saga cinematografica. La serie è prodotta da Tim Hedrick, Bret Haaland, Vin Diesel, Neal H. Moritz e Chris Morgan. Hedrick e Haaland fungono anche da showrunner della serie.
La prima stagione è stata pubblicata il 26 dicembre 2019 su Netflix mentre la sesta e ultima stagione è uscita il 17 dicembre 2021.

## Trama
Le vicende della prima stagione si svolgono subito dopo il film Fast & Furious 9. Tony Toretto, un adolescente, cugino di Dominic "Dom" Toretto (un Vin Diesel digitalizzato in CGI), viene reclutato da un'agenzia governativa insieme ai suoi amici per infiltrarsi in un campionato di corse d'élite che funge da facciata per un'organizzazione criminale chiamata SH1FT3R che è incline al dominio mondiale.
Nella seconda stagione, il gruppo si reca in Brasile in una missione sotto copertura per trovare Layla Grey e prevenire il potenziale dominio del mondo per mano di una figlia deceduta da tempo di una famosa gang di Rio de Janeiro.
Nella terza stagione, Tony e il gruppo intraprendono un pericoloso viaggio nel deserto del Sahara quando la Signora Nessunluogo scompare misteriosamente durante una missione lì, tutti gli agenti scoprono un complotto di un criminale maniacale che usa satelliti meteorologici telecomandati.
Nella quarta stagione, Tony e il gruppo, vengono accusati di un crimine che non hanno commesso a costretti alla fuga, braccati dall'agenzia e da cacciatori assoldati per catturarli, insieme alla Signora Nessunluogo si rifugiano a Città del Messico con la speranza di scoprire chi li ha incastrati e riabilitare il loro nome.
Nella quinta stagione, il gruppo si reca nell'Oceano Pacifico meridionale per salvare un loro membro, e si dovranno scontrare con un vecchio nemico.
Nella sesta stagione, la squadra torna a combattere contro una vecchia nemesi in una resa dei conti che li riporta a Los Angeles.

## Episodi
| Stagione         | Titolo               | Episodi | Pubblicazione |
| ---------------- | -------------------- | ------- | ------------- |
| Prima stagione   | N.D.                 | 8       | 2019          |
| Seconda stagione | Rio                  | 8       | 2020          |
| Terza stagione   | Sahara               | 8       | 2020          |
| Quarta stagione  | Messico              | 8       | 2021          |
| Quinta stagione  | Pacifico Meridionale | 8       | 2021          |
| Sesta stagione   | Ritorno a casa       | 12      | 2021          |

### Prima stagione
| nº (assoluto) | nº (stagione) | Titolo originale      | Titolo italiano                    | Diretto da    | Scritto da    | Pubblicazione    |
| --- | ------------- | --------------------- | ---------------------------------- | ------------- | ------------- | ---------------- |
| 1 | 1             | Born a Toretto        | Essere un Toretto                  | Bret Haaland  | Tim Hedrick   | 26 dicembre 2019 |
| Tony Toretto corre contro il pilota locale Mitch e perde. Tony e il gruppo incontrano il cugino Dom, quest'ultimo viene rapito e caricato in un furgone. Sfuggono dagli inseguitori in moto e trovano il furgone dove scoprono che Dom stava raccomandando Tony e la banda alla Signora Nessunluogo come una squadra di nuovi agenti segreti che stanno progettando di infiltrarsi in un'organizzazione chiamata SH1FT3R che sta usando le corse su strada come fronte per le sue operazioni criminali. Per unirsi alla SH1FT3R, Tony deve vincere una gara segreta ospitata dalla famosa pilota Layla Grey. Tony e la banda hackerano il database e prendono in prestito l'auto di Mitch per entrare in gara. |               |                       |                                    |               |               |                  |
| 2 | 2             | Enter SH1FT3R         | Benvenuti nella SH1FT3R            | Micah Gunnell | Josh Hamilton | 26 dicembre 2019 |
| Tony tiene duro nella corsa clandestina, sopravvivendo agli attacchi degli avversari, anche grazie a vari trucchi/armi per auto. Layla vuole che Tony e la sua squadra vengano buttati fuori, ma Shashi Dhar, il leader della SH1FT3R, li invita al suo after party. Shashi dice a Tony che possono unirsi alla sua squadra se riescono a trovare un modo per fermare un equipaggio rivale guidato da Scadan dal trasporto di un rimorchio di Yoka Spirit Water dal Canada al Messico. |               |                       |                                    |               |               |                  |
| 3 | 3             | Ghost Town Grand Prix | Il Grand Prix della città fantasma | James Yang    | Mitch Iverson | 26 dicembre 2019 |
| Tony si unisce a una gara contro Shashi, Layla e gli altri piloti della SH1FT3R in un percorso di una città fantasma attraverso alcuni tunnel minerari. Sebbene Tony possa facilmente provare a vincere la gara, il gruppo viene spinto a seguire Shashi e Layla che stanno cercando un premio che chiamano "chiave". |               |                       |                                    |               |               |                  |
| 4 | 4             | The Owl Job           | Il colpo del gufo                  | Leo Riley     | May Chan      | 26 dicembre 2019 |
| Shashi mette insieme Tony e Layla in missione per rubare alcuni codici da Sudarikov, un uomo d'affari russo e un commerciante di armi di alto livello. Il resto del gruppo di Tony nel frattempo irrompe nel maniero di Shashi per trovare le cosiddette "chiavi". |               |                       |                                    |               |               |                  |
| 5 | 5             | The Celestial Vault   | La volta celeste                   | Micah Gunnell | Tim Hedrick   | 26 dicembre 2019 |
| Shashi usa i codici di Sudarikov per sbloccare l'accesso a una montagna di proprietà privata che lui e gli SH1FT3R affrontano in una gara. Tuttavia, durante la gara, Shashi rivela che Tony e il gruppo sono dei traditori che lavorano per i federali, e offre una ricompensa agli SH1FT3R per eliminarli. In cima alla montagna, Shashi recupera un satellite che contiene un'auto esotica che è una delle famigerate "chiavi". Cattura Frostee e fugge con lui e la macchina. |               |                       |                                    |               |               |                  |
| 6 | 6             | The Final Key         | L'ultima chiave                    | James Yang    | Josh Hamilton | 26 dicembre 2019 |
| Dato che la missione complessiva è fallita, la Signora Nessunluogo inizia a fare le valigie per tutto il gruppo. Layla arriva e li avverte che Shashi ha in programma di raccogliere tutte le auto "chiave" per abilitare Skeleton Key che gli consentirebbe di hackerare qualsiasi cosa elettronica a portata, dandogli potenza illimitata. La Signora Nessunluogo arresta Layla e progetta di distruggere la quinta e ultima auto che è ospitata in una base militare. Tony si offre di rubare e portare a Shashi la quinta macchina "chiave" in cambio di Frostee, ed entrano nella base militare. |               |                       |                                    |               |               |                  |
| 7 | 7             | Ignition              | Accensione                         | Leo Riley     | Mitch Iverson | 26 dicembre 2019 |
| Tony, Layla e il gruppo sono su un aereo spia con la quinta e ultima macchina "chiave". Evadono l'inseguimento della Signora Nessunluogo, dopo di che il generale Dudley arresta la Signora Nessunluogo e subentra nelle operazioni. Tony scambia la quinta macchina con Frostee. Shashi usa le macchine per sbloccare un'area che contiene la Skeleton Key che ha la forma di una visiera. Il generale Dudley e le sue truppe arrivano, ma Shashi usa la Skeleton Key per controllare i droni e i veicoli per sconfiggerli. Shashi e la sua banda si dirigono quindi a Las Vegas per uccidere il miliardario Cleve Kelso che ha ucciso i suoi genitori.                                                       |               |                       |                                    |               |               |                  |
| 8 | 8             | The Key to the Strip  | La chiave per Las Vegas            | Micah Gunnell | Tim Hedrick   | 26 dicembre 2019 |
| Shashi usa la Skeleton Key per invadere Las Vegas Strip, entrare nella griglia occidentale e vendicarsi di Clive Kelso. Tony e la crew si precipitano a Las Vegas per cercare di fermarlo. |               |                       |                                    |               |               |                  |

### Seconda stagione:Rio
| nº (assoluto) | nº (stagione) | Titolo originale     | Titolo italiano       | Diretto da    | Scritto da           | Pubblicazione  |
| --- | ------------- | -------------------- | --------------------- | ------------- | -------------------- | -------------- |
| 9 | 1             | Escape from L.A.     | Fuga da L.A.          | James Yang    | Josh Hamilton        | 9 ottobre 2020 |
| Tony e la crew sono ora veri e propri Piloti sotto copertura e aiutano la Signora Nessunluogo a catturare l'ultimo membro della vecchia crew della SH1FT3R di Shashi, a smantellare un enorme giro di contrabbando e a catturare un criminale che aveva rubato un disco rigido di informazioni sensibili. La Signora Nessunluogo non vuole che la crew partecipi ad una missione internazionale perché lì ha perso uno dei suoi agenti. Tuttavia, dopo aver scoperto che uno dei suoi tatuaggi è una formula, Gary lascia accidentalmente scappare il criminale, quindi la crew lo cattura di nuovo. La Signora Nessunluogo alla fine permette loro di andare in missione a Rio dopo aver appreso che l'agente disperso era la loro vecchia amica Layla Gray. |               |                      |                       |               |                      |                |
| 10 | 2             | That Sinking Feeling | Un mare di difficoltà | Leo Riley     | Ashley Soto Paniagua | 9 ottobre 2020 |
| Dopo essersi liberati della polizia brasiliana, la crew si ritrova nella foresta, ed i loro veicoli rimangono bloccati nelle sabbie mobili. Tony cerca di prendere in mano la situazione e di non chiedere aiuto alla Signora Nessunluogo, ma questo sconvolge Echo, che gli lascia capire da solo. Frostee e Cisco inseguono una scimmia che ha rubato lo zaino contenente dell'attrezzatura da spia. Tony alla fine si scusa con Echo e con la crew, e si riuniscono per tirare fuori i veicoli e seminare di nuovo la polizia, e alla fine arriva alla periferia di Rio. |               |                      |                       |               |                      |                |
| 11 | 3             | Bem-vindo ao Rio     | Benvenuti a Rio       | Micah Gunnell | Valeska Rodriguez    | 9 ottobre 2020 |
| Alla crew gli piace stabilirsi nella cultura di Rio. Tony mostra il suo tatuaggio sull'avambraccio con la formula per attirare l'attenzione della gangster. Presto vengono scortati attraverso le Favelas fino alla casa della "defunta" San Rafaela Moreno dove trovano Layla. Anche se Tony è convinto che non li abbia traditi, Layla prende la formula e poi li fa arrecare dai gangster che li costringe a nascondersi. Nel frattempo, la Signora Nessunluogo dà la caccia ad un altro criminale che cerca di impersonare un principe. |               |                      |                       |               |                      |                |
| 12 | 4             | Combustion           | Combustione           | James Yang    | Emma Dudley          | 9 ottobre 2020 |
| Con la gang della famiglia Moreno e Layla ancora a caccia di loro, Tony ed Echo si riparano in un rifugio mentre Cisco e Frostee si nascondono in una casa locale. La Signora Nessunluogo si presenta e prende il comando facendo rintracciare Layla da Echo in un magazzino fuori città dove i gangster iniziano a produrre in massa la formula e Cisco apprende ciò che può dalla gente del posto in città. Frostee nel frattempo trova un'instabilità nella formula che la rende estremamente volatile ed esplosiva. Tony ed Echo riescono a salvare Layla prima che un'autocisterna piena del siero ottenuto della formula esploda. |               |                      |                       |               |                      |                |
| 13 | 5             | Driving Blind        | Guida cieca           | George Gipson | Mitch Iverson        | 9 ottobre 2020 |
| Con Layla ora libera dal controllo mentale causato dalla formula, Tony e la sua crew decidono di testare il potenziale della formula su se stessi. Nel frattempo, Layla torna sotto copertura per smascherare il vero capobanda della gang; si rivela essere Santa Rafaela Moreno che a quanto pare aveva simulato la sua morte in una gara avvenuta un anno prima. Layla finisce per smascherare se stessa e la crew quando vince una gara attraverso le Favelas contro un misterioso pilota controllato mentalmente che si rivela essere la Signora Nessunluogo, il che si traduce nella cattura di Tony e della sua crew. |               |                      |                       |               |                      |                |
| 14 | 6             | An Echo of Nowhere   | Echo vs. Nessun Luogo | Micah Gunnell | Tim Hedrick          | 9 ottobre 2020 |
| Tony, la sua crew e Gary sono rinchiusi nel magazzino dove riproducono la formula di Rafaela e Nessunluogo. In cambio della sicurezza della sua famiglia, Frostee accetta di stabilizzare la formula, dando a Echo la possibilità di scappare e di farli evadere con il Camion comando, che ha recentemente appreso che può riconfigurare i suoi pneumatici per guidare attraverso le sabbie mobili. Nessunluogo da la caccia nella giungla ad Echo, che deve pensare velocemente e ricorrere a tattiche primitive per sconfiggerla. Tony e Cisco spiegano a Layla come hanno incontrato Echo e Layla aiuta a rassicurare Tony affinché abbia più fiducia nella sua famiglia. |               |                      |                       |               |                      |                |
| 15 | 7             | The Patroness        | La protettrice        | James Yang    | Josh Hamilton        | 9 ottobre 2020 |
| Con la Signora Nessunluogo liberata dal controllo mentale, Echo torna al magazzino con il camion per salvare il resto della crew. Ma con Frostee che ha stabilizzato la formula e con Tony e Layla sotto il suo pollice, Rafaela va in gara sperando di spazzare via gli altri corridori della famiglia criminale, quindi rilascia la formula mettendo tutti sotto il suo controllo. Echo, Nessunluogo e gli altri si dirigono alla gara nel Camion per cercare di fermarla mentre Tony e Layla le rivelano che Frostee ha creato un antidoto che ha impedito loro di essere controllati. Ma i loro sforzi per fermare Rafaela falliscono quando rilascia la Formula sulla folla e ordina loro di uccidere Tony e la crew. |               |                      |                       |               |                      |                |
| 16 | 8             | Tchau, Uggos         | Ciao, gente!          | George Gipson | Tim Hedrick          | 9 ottobre 2020 |
| Rafaela controlla la città e la crew di Tony è intrappolata nel Camion cercando di elaborare un piano. Rafaela va a rapinare le altre famiglie criminali mentre Tony, Layla, Echo e Cisco escono di soppiatto e lavorano per raggiungerla. Nel frattempo, Frostee lavora per trovare un modo per invertire l'effetto delle formule sulla gente di Rio. Tony e Layla inseguono Rafaela e l'agente dell'INTERPOL Medina a bordo dell'aereo spia della Signora Nessunluogo e scoprono che ha fatto tutto questo per liberare sua madre, la scienziata che ha creato la Formula per il controllo mentale, dalla prigione. Tony usa una minuscola Pico Camera per registrare la confessione, poi Frostee usa la registrazione per liberare Tony e Layla dai loro vincoli, catturare Rafaela e liberare la città. La gente di città e la crew di Tony festeggiano con una grande festa da ballo. |               |                      |                       |               |                      |                |

### Terza stagione:Sahara
| nº (assoluto) | nº (stagione) | Titolo originale       | Titolo italiano      | Diretto da    | Scritto da                | Pubblicazione    |
| --- | ------------- | ---------------------- | -------------------- | ------------- | ------------------------- | ---------------- |
| 17 | 1             | The Giant Haboob       | Il gigante Haboob    | Micah Gunnell | Tim Hedrick e Emma Dudley | 26 dicembre 2020 |
| Tony non riesce a capire perché Echo è stata selezionata al suo posto per la scuola per spie. La Signora Nessunluogo e Gary inseguono in Africa un trio di cattivi.       |               |                        |                      |               |                           |                  |
| 18 | 2             | The Dead End           | La fine del mondo    | James Yang    | Josh Hamilton             | 26 dicembre 2020 |
| Echo guida i piloti nel Sahara alla ricerca di Cleve Kelso, ma tutti finiscono in trappola. Per riottenere la libertà Layla e Tony devono vincere una gara in dune buggy. |               |                        |                      |               |                           |                  |
| 19 | 3             | The Empty Well         | Il pozzo vuoto       | George Gipson | Emma Dudley               | 26 dicembre 2020 |
| I piloti aiutano un villaggio dove un pozzo d'acqua si è prosciugato. Nel frattempo la Signora Nessunluogo e Gary si sono persi e cercano un modo per comunicare.         |               |                        |                      |               |                           |                  |
| 20 | 4             | The Hunt               | La caccia            | Micah Gunnell | Mitch Iverson             | 26 dicembre 2020 |
| Mentre il covo di Kelso è ormai vicino, la squadra finisce in un epico inseguimento in dune buggy nel deserto. Layla si scontra con un vecchio nemico.                    |               |                        |                      |               |                           |                  |
| 21 | 5             | The Bedouin Shield     | Lo scudo del beduino | James Yang    | Tim Hedrick               | 26 dicembre 2020 |
| Durante un uragano del deserto del Sahara la squadra trova riparo assieme ad un gruppo di beduini. La Signora Nessunluogo e Gary fanno una scoperta inaspettata.          |               |                        |                      |               |                           |                  |
| 22 | 6             | The Eye of the Sahara  | L'occhio del Sahara  | George Gipson | Josh Hamilton             | 26 dicembre 2020 |
| Kelso sta per realizzare i suoi piani nefasti. Intanto i piloti nel deserto devono affrontare una decisione difficile. E decideranno di seguire il cuore.                 |               |                        |                      |               |                           |                  |
| 23 | 7             | RoboCleve              | RoboCleave           | Micah Gunnell | Emma Dudley               | 26 dicembre 2020 |
| La squadra quasi al completo compie un ultimo sforzo per infiltrarsi nella base di Kelso e fermare il suo piano diabolico.                                                |               |                        |                      |               |                           |                  |
| 24 | 8             | Sirocco Fire Explosion | Esplosione di fuoco  | James Yang    | Tim Hedrick               | 26 dicembre 2020 |
| L'aspro scontro nel deserto del Sahara si interrompe quando un'enorme tempesta minaccia di travolgere ogni cosa, compresi i piloti.                                       |               |                        |                      |               |                           |                  |

### Quarta stagione:Messico
| nº (assoluto) | nº (stagione) | Titolo originale                | Titolo italiano                   | Diretto da                | Scritto da                     | Pubblicazione  |
| ------------- | ------------- | ------------------------------- | --------------------------------- | ------------------------- | ------------------------------ | -------------- |
| 25            | 1             | Chasing Phantoms                | Caccia ai fantasmi                | George Gipson e Leo Riley | Josh Hamilton                  | 16 aprile 2021 |
|               |               |                                 |                                   |                           |                                |                |
| 26            | 2             | The Convoy                      | Il convoglio                      | Micah Gunnell             | Emma Dudley                    | 16 aprile 2021 |
|               |               |                                 |                                   |                           |                                |                |
| 27            | 3             | The Fugitives                   | I fuggitivi                       | James Yang                | Lauren Otero                   | 16 aprile 2021 |
|               |               |                                 |                                   |                           |                                |                |
| 28            | 4             | That's a Moray                  | Moray                             | George Gipson e Leo Riley | Mellori Velasquez              | 16 aprile 2021 |
|               |               |                                 |                                   |                           |                                |                |
| 29            | 5             | The Ocelot King vs. El Mariposa | Il Re Ocelotto contro El Mariposa | Micah Gunnell             | Joanna Lewis e Kristine Songco | 16 aprile 2021 |
|               |               |                                 |                                   |                           |                                |                |
| 30            | 6             | The Siege                       | L'assedio                         | James Yang                | Josh Hamilton                  | 16 aprile 2021 |
|               |               |                                 |                                   |                           |                                |                |
| 31            | 7             | Into the Labryinth              | Nel labirinto                     | Leo Riley                 | Emma Dudley                    | 16 aprile 2021 |
|               |               |                                 |                                   |                           |                                |                |
| 32            | 8             | Don't Go Chasing Lavafalls      | Cacciatori di lava                | Micah Gunnell             | Tim Hedrick                    | 16 aprile 2021 |
|               |               |                                 |                                   |                           |                                |                |

### Quinta stagione:Pacifico Meridionale
| nº (assoluto) | nº (stagione) | Titolo originale          | Titolo italiano           | Diretto da    | Scritto da    | Pubblicazione  |
| ------------- | ------------- | ------------------------- | ------------------------- | ------------- | ------------- | -------------- |
| 33            | 1             | R.O.A.M. Around the World | G.A.R.A. intorno al mondo | James Yang    | May Chan      | 13 agosto 2021 |
|               |               |                           |                           |               |               |                |
| 34            | 2             | The Rescue                | Il salvataggio            | George Gipson | Josh Hamilton | 13 agosto 2021 |
|               |               |                           |                           |               |               |                |
| 35            | 3             | Anchors Away              | Giù le ancore!            | Micah Gunnell | Emma Dudley   | 13 agosto 2021 |
|               |               |                           |                           |               |               |                |
| 36            | 4             | Driving and Crying        | Guidare e piangere        | James Yang    | Tim Hedrick   | 13 agosto 2021 |
|               |               |                           |                           |               |               |                |
| 37            | 5             | Ride and Die              | Corri e muori             | George Gipson | May Chan      | 13 agosto 2021 |
|               |               |                           |                           |               |               |                |
| 38            | 6             | Ex Machina                | Ex Machina                | Micah Gunnell | Josh Hamilton | 13 agosto 2021 |
|               |               |                           |                           |               |               |                |
| 39            | 7             | The Takeover              | La conquista              | James Yang    | Emma Dudley   | 13 agosto 2021 |
|               |               |                           |                           |               |               |                |
| 40            | 8             | The Toretto Virus         | Il Toretto virus          | George Gipson | Tim Hedrick   | 13 agosto 2021 |
|               |               |                           |                           |               |               |                |

### Sesta stagione:Ritorno a casa
| nº (assoluto) | nº (stagione) | Titolo originale                 | Titolo italiano              | Diretto da                   | Scritto da    | Pubblicazione    |
| ------------- | ------------- | -------------------------------- | ---------------------------- | ---------------------------- | ------------- | ---------------- |
| 41            | 1             | Incineration Day                 | Il giorno dell'incenerimento | Micah Gunnell                | Josh Hamilton | 17 dicembre 2021 |
|               |               |                                  |                              |                              |               |                  |
| 42            | 2             | Snowed In                        | Tempesta di neve             | James Yang                   | Kyel White    | 17 dicembre 2021 |
|               |               |                                  |                              |                              |               |                  |
| 43            | 3             | Rafaela's Raf-venge              | La vendetta di Rafaela       | George Gipson                | Emma Dudley   | 17 dicembre 2021 |
|               |               |                                  |                              |                              |               |                  |
| 44            | 4             | Fun on the Autobahn              | Divertimento dell'Autobahn   | Micah Gunnell                | Josh Hamilton | 17 dicembre 2021 |
|               |               |                                  |                              |                              |               |                  |
| 45            | 5             | Detonation                       | Detonazione                  | James Yang                   | Emma Dudley   | 17 dicembre 2021 |
|               |               |                                  |                              |                              |               |                  |
| 46            | 6             | Meltdown                         | Scioglimento                 | George Gipson                | Tim Hedrick   | 17 dicembre 2021 |
|               |               |                                  |                              |                              |               |                  |
| 47            | 7             | Hollywood Beginning              | Hollywood: un nuovo inizio   | Micah Gunnell                | Josh Hamilton | 17 dicembre 2021 |
|               |               |                                  |                              |                              |               |                  |
| 48            | 8             | Dann Hunt                        | Caccia a Dann                | James Yang                   | Emma Dudley   | 17 dicembre 2021 |
| 49            | 9             | Wildcat                          | La ricerca                   | George Gipson                | Tim Hedrick   | 17 dicembre 2021 |
|               |               |                                  |                              |                              |               |                  |
| 50            | 10            | Oil and Water                    | Petrolio e acqua             | Micah Gunnell                | Kyel White    | 17 dicembre 2021 |
|               |               |                                  |                              |                              |               |                  |
| 51            | 11            | Say Goodbye to Hollywood, Part 1 | Addio Hollywood: Parte 1     | James Yang                   | Josh Hamilton | 17 dicembre 2021 |
|               |               |                                  |                              |                              |               |                  |
| 52            | 12            | Say Goodbye to Hollywood, Part 2 | Addio Hollywood: Parte 2     | George Gipson e Bret Haaland | Tim Hedrick   | 17 dicembre 2021 |
|               |               |                                  |                              |                              |               |                  |

## Personaggi e Doppiatori

### Personaggi principali
- Tony Toretto doppiato in originale da Tyler Posey e in italiano da Flavio Aquilone. Il cugino più giovane di Dominic Toretto e ha 17-19 anni.[4]
Aspira ad essere un ottimo pilota come suo cugino, Tony prende a cuore le parole di Dom e segue il suo istinto nella maggior parte delle sue missioni, ma i suoi guai spesso lo portano a richiedere l'aiuto dei suoi amici.
- Margaret "Echo" Pear doppiata in originale da Charlet Chung e in italiano da Martina Felli.
Ha 16-18 anni, è un'amica di Tony, descritta come un'artista di grande talento e spia naturale.[4] Ha i capelli verdi. Garantisce che le loro gare siano fantastiche,[6] e parla come una tipica newyorkese. È una ribelle di tutto cuore con un rigoroso senso di lealtà e spesso funge da seconda al comando della crew. Non le piace essere chiamata con il suo vero nome.[N 1] Echo nella terza stagione partecipa ad un corso di addestramento per spie dalla Signora Nessunluogo, ma alla fine scopre che preferisce seguire il suo cuore invece degli ordini.
- Cisco Renaldo doppiato in originale da Jorge Diaz e in italiano da Alessandro Rigotti.
Ha 18-20 anni, è un amico di Tony, è un grande meccanico, descritto come il muscolo e il cuore della crew.[4][6] Oltre ad essere un cercatore di cibo e bevande (in un episodio installò porta bicchieri ovunque sul suo veicolo[N 2]), Cisco è facilmente credulone, ed è molto codardo. Tuttavia, riesce comunque a farsela passare, ma diventa molto ansioso quando è nervoso.
- Frostee Benson doppiato in originale da Luke Youngblood (è il suo primo doppiaggio) e in italiano da Gabriele Patriarca.
Amico di Tony, un genio della tecnologia di 13-15 anni. Il più giovane e intelligente della crew. Ammira le nuove tecnologie (si diverte a creare gadget, a var volare droni e hackerare sistemi informatici). La sua bibita preferita è la Yoka.[N 3] A differenza degli altri membri della crew non ha un'auto perché è minorenne. Di solito va in auto con Cisco quando servono le auto.[4][6]
- Layla Grey doppiata in originale da Camille Ramsey e in italiano da Eva Padoan.
Nota pilota di 17-19 anni di corse clandestine che lavora per la SH1FT3R. Preferisce essere un lupo solitario. È il braccio destro di Shashi, finché non apprende le sue vere intenzioni. È la rivale e l'interesse amoroso di Tony nella prima stagione. Rispecchia molto il personaggio di Gisele Yashar.[4][6] Nel doppiaggio in lingua originale ha un accento inglese sudamericano. Layla è stata reclutata dalla Signora Nessunluogo nella seconda stagione ed è diventata uno degli alleati più affidabili della crew. Dalla terza stagione è ufficialmente un membro della crew.
- Janet, nome in codice: Signora Nessunluogo doppiata in originale da Renée Elise Goldsberry e in italiano da Selvaggia Quattrini.
L'agente di collegamento della squadra. Eccentrica, severa e un po' ipocrita, Nessunluogo ha un lato meschino e un po' crudele con lei, soprattutto perché Dom la ucciderebbe se succedesse qualcosa a Tony. Cerca di mantenere Tony e la sua crew sotto controllo e in missione.[4][6]
- Shashi Dhar (stagione 1, 5) doppiato in originale da Manish Dayal e in italiano da Riccardo Petrozzi.
Shashi Dhar (accusato di avere rubato le "chiavi" a dei miliardari) è capo della SH1FT3R e l'obiettivo della missione di Tony e della sua crew è di fermarlo. Essendo rimasto orfano a causa dei miliardari che avevano ucciso i suoi genitori per paura di ciò che avevano creato, Shashi ha guadagnato un contorto senso di giustizia e ha cercato vendetta, con qualsiasi mezzo criminale necessario. Di solito manteneva la calma fino a quando non rivela il suo vero lato, viveva uno stile di vita viziato prima della sua prigionia.[4][6]
- Rafaela Moreno (stagione 2-4, 6) doppiata in originale da Avrielle Corti e in italiano da Benedetta Ponticelli.
La figlia di un noto signore del crimine che disprezza la sua attuale dimora a Rio e vuole dominare il mondo attraverso una formula che permette il controllo mentale. È stata presa in custodia dopo che i suoi piani sono stati sventati nel finale della seconda stagione. Dopo che Cleve Kelso l'ha fatta uscire di prigione all'inizio della terza stagione, Rafaela è attualmente in libertà a partire dal finale della terza stagione.
- Cleve Kelso (stagione 1, 3, 6) doppiato in originale da Dave Thomas e in italiano da Dario Oppido.
Un miliardario corrotto responsabile della morte dei genitori di Shashi. Kelso era brevemente apparso negli ultimi 2 episodi della prima stagione prima di tornare come cattivo principale nella terza stagione e dal finale della terza stagione, il suo destino è sconosciuto.
- Matsuo Mori (stagione 3, 6) doppiato in originale da Lanny Joon e in italiano da Massimo Triggiani.
È un abile combattente ed ex-scienziato in una delle strutture di Cleve Kelso. Ha perso un braccio in un incidente, ma Cleve gliene ha dato uno bionico che gli altera la mente. Era rinchiuso in una prigione artica, ma è stato liberato da Cleve all'inizio della terza stagione, inizialmente non aveva intenzione di aiutarlo per ciò che gli aveva fatto ma dopo che Cleve ha riattivato il suo braccio bionico è passato dalla sua parte.

### Personaggi ricorrenti e camei
- Gary (stagione 1-6) doppiato in originale da Tru Valentino[4] e in italiano da Alessandro Messina.
Assistente della Signora Nessunluogo. Oltre a occuparsi della sorveglianza si rivela essere un'agente estremamente forte e abile nel combattimento.
- Mitch (stagione 1-2, 5-6) doppiato in originale da Jimmy Tatro[4] e in italiano da Dimitri Winter.
Un pilota di strada locale rivale, descritto come un po' fuori di testa/idiota che finisce sempre per essere derubato della sua macchina.[6]
- Sissy Benson doppiata in originale da Similce Diesel (figlia di Vin Diesel)[7] e in italiano da Veronica Cuscusa.
La sorella di Frostee.[4][7]
- Tuco (stagione 4) doppiato in originale da Danny Trejo e in italiano da Ruggero Andreozzi.
Zio di Cisco, collega teorico della cospirazione e famoso wrestler noto come "Il Re Ocelotto".
- Palindromo (stagione 4-6) doppiato in originale da Big Show e in italiano da Luca Graziani.
Uno dei migliori agenti dell'agenzia. Ha il compito di consegnare alla giustizia la Signora Nessunluogo e la crew di Tony quando vengono incastrati per una rapina.
- Moray (stagione 4) doppiato in originale da Jason Hightower e in italiano da Marco De Risi.
Un ex membro vendicativo dell'agenzia ed ex della Signora Nessunluogo. Incornicia lei e i piloti sotto copertura, mentre cerca di realizzare una profezia del giorno del giudizio con una macchina vulcanica che potrebbe distruggere la maggior parte di Città del Messico.
- Dominic "Dom" Toretto (stagione 1, 5-6) doppiato in originale da Vin Diesel e in italiano da Roberto Draghetti.
Dom è un pilota d'auto clandestine, un meccanico professionista e cugino di Tony. Un uomo con un forte codice morale e valori familiari. Dom raccomanda il cugino e la sua crew alla Signora Nessunluogo.[4] Compare in due episodi della prima stagione[6], una della quinta e due della sesta

Altri doppiatori sono: Carlos Alazraqui, Eric Bauza, Fred Tatasciore, Grey DeLisle e Kevin Michael Richardson.

## Produzione
Il 23 aprile 2018 è stato annunciato che Netflix aveva ordinato la produzione della serie. I produttori esecutivi includono Tim Hedrick, Bret Haaland (I pinguini di Madagascar, Kung Fu Panda - Mitiche avventure, Tutti pazzi per Re Julien), Vin Diesel e Chris Morgan. Hedrick e Haaland sono anche gli showrunner. Le aziende produttrici coinvolte nella serie includono DreamWorks Animation. La serie arriva dopo l'acquisizione di DreamWorks Animation da parte di NBCUniversal che include un primo sguardo alla serie animata di DreamWorks Animation basata sulle proprietà del film di Universal Pictures. I membri del cast sono stati annunciati il 18 novembre 2019.

## Distribuzione
La serie è stata pubblicata il 26 dicembre 2019 su Netflix. Il 7 dicembre si è tenuto all'Universal Cinema di Los Angeles un evento in anteprima mondiale sul tappeto rosso. La seconda stagione, sottotitolata Rio, è stata pubblicata il 9 ottobre 2020. La terza stagione, sottotitolata Sahara, è stata pubblicata il 26 dicembre 2020. La quarta stagione, sottotitolata Messico, è stata pubblicata il 16 aprile 2021. La quinta stagione, sottotitolata Pacifico Meridionale (in originale South Pacific), è stata pubblicata il 13 agosto 2021. La sesta e ultima stagione, sottotitolata Ritorno a casa (in originale Homecoming), è stata pubblicata il 17 dicembre 2021.

## Accoglienza
Sul sito web aggregatore di recensioni Rotten Tomatoes la serie ha riportato un indice di gradimento dell'83%, basato su 6 recensioni, con una valutazione media di 7,5/10.

## Videogioco
Nel maggio 2021, la DreamWorks Animation e la Universal hanno annunciato che era in lavorazione un gioco basato sulla serie Netflix intitolato Fast & Furious Spy Racers: Rise of SH1FT3R di 3D Clouds e Outright Games. È stato pubblicato il 5 novembre 2021. Il gioco racconta una storia originale separata dalla serie e ha 17 tracce basate in luoghi della serie, tra cui Los Angeles, Rio de Janeiro, il deserto del Sahara e il Pacifico meridionale. Il 22 aprile 2022 è uscito un pacchetto DLC sottotitolato Arctic Challenge, con nuove tracce situate in Alaska, quattro nuovi veicoli e due personaggi giocabili aggiuntivi.